# Key Alves
Keyla Alves Ramalho (Sao Paulo, Brasil, 8 de enero de 2000), más conocida como Key Alves, es una exjugadora de voleibol, modelo y empresaria brasileña, actuaba de libero y su último club era el Club Osasco de la Serie A de Voley Femenino de Brasil.

## Biografía
Nació en la ciudad de Sao Paulo, Brasil. Su padre es empresario y su madre es ama de casa; tiene una hermana melliza de nombre Keyt Alves, que nació en el mismo día con ella. Profesa la religión Católica.

### Carrera profesional
Alves comenzó su carrera de jugadora de voley a muy temprana edad, por el cual integro el equipo femenino de su colegio, participando de numerosos torneos regionales por el cual fue seguida por numerosos clubes de voley por el cual fue fichada por el equipo de Associação Vôlei Bauru, pero lo hizo en categorías inferiores por el que no le agrado eso y fue fichada por el equipo de Esporte Clube Pinheiros para la temporada 2021-22 del campeonato de voley de primera división.
En el segundo semestre del año 2021, se incorporó al Club Osasco por 3 temporadas. También es seleccionada de voley de Brasil.
En la actualidad es una de las deportistas más seguidas del mundo con más de 2 millones de seguidores en Instagram y también en el sitio de Only Fans.
El 23 de junio de 2023, mediante sus redes sociales, anunciaba su retiro del vóley profesional, tras casi 9 años de carrera para dedicarse al entretenimiento para sus fans.
Key fue participante de la vigesimotercera temporada de Big Brother (Brasil) en el equipo "Camarote" que es conformado por personalidades famosas del país.

## Campeonatos y logros
- Campeonato Sudamericano de Voleibol Femenino Sub-20 de 2018,  Campeona con la Selección femenina de voleibol de Brasil.